# Гражданский форум ЕС — Россия
Гражданский форум ЕС — Россия — совместная платформа некоммерческих организаций (НКО) из стран Европейского союза и Российской Федерации, созданная в 2011 году. Форум провозглашает своими целями стимулирование развития межправительственных взаимоотношений и укрепление сотрудничества между НКО России и Европейского союза. Кроме других направлений деятельности, Форум активно занимается вопросами урегулирования визового процесса, развития социальных стандартов и норм в сфере защиты окружающей среды, прав человека, обращения с историей и гражданского участия. После того как Генеральная прокуратора РФ признала платформу нежелательной, Гражданский форум ЕС — Россия прекратил свою деятельность в России.

### История
Инициатива создания платформы для кооперации между некоммерческими организациями из стран Европы и России была выдвинута ещё в 2010 году. Идея Гражданского форума родилась как стремление наладить сотрудничество между неправительственными организациями ЕС и России, напоминающее по форме Форум гражданского общества Восточного партнёрства. Обнадёживающим сигналом для авторов инициативы стало выступление президента Медведева о предстоящей модернизации в России. В России идея была подхвачена с энтузиазмом местными общественными деятелями и правозащитниками. Решение о создании Гражданского форума ЕС-Россия было принято на первом (учредительном) Общем собрании Гражданского форума в Праге в марте 2011 года, которому предшествовала подготовительная встреча в Берлине по выработке общих положений и основных целей форума, на котором были приняты основные учредительные документы Форума.
Хотя изначально планировалось проводить встречи дважды в год, уже на следующем Общем собрании в Варшаве в декабре 2011 года было решено, что встречи станут ежегодными, и третье Общее собрание состоялось в Санкт-Петербурге в октябре 2012 года. На этих встречах обсуждались вопросы отношений российских неправительственных, в особенности правозащитных, организаций с государством. Так, в 2011 году живой интерес вызвала судьба ассоциации «Голос», занимавшейся мониторингом нарушений накануне очередных парламентских выборов и привлекшей к себе внимание российских органов правопорядка; а год спустя обсуждались угрозы для неправительственных организаций в связи с принятием закона об «иностранных агентах» и изменением норм работы на правозащитников «правящим тандемом» юристов, которые, как заявляла представительница экологического центра «Беллона», начали делить правозащитников на «опасных» и «неопасных». Опасения участников третьего форума усиливало то обстоятельство, что российские власти последовательно отказывались поддержать сотрудничество российских и западноевропейских НКО: если первые две встречи проходили при финансовой поддержке западных фондов, а затем и парламента Евросоюза, а на самих встречах присутствовали представители руководства принимающих стран (министр иностранных дел Чехии и начальник канцелярии президента Польши), то финансирования со стороны России не поступало, а приглашение на участие в форуме в России местный МИД отверг. Четвёртое общее собрание Гражданского форума ЕС-Россия состоялось в октябре 2013 года в Гааге. В рамках форума анализировался ущерб, нанесённый за прошедший год НКО России изменившимся законодательством, а также угроза цензуры в Интернете на территории России.
Очередное Общее собрание Гражданского форума ЕС-Россия состоится 27-29 ноября 2014 года в Таллине.

### Структура
Стать членами Форума и участвовать в его деятельности могут зарегистрированные и незарегистрированные некоммерческие и неправительственные организации, гражданские инициативы и общественные движения, за исключением политических партий, религиозных общин, образовательных и научных учреждений, профсоюзов и организаций работодателей, которые разделяют ценности, цели и задачи Форума, как правило, активно действуют не менее года и имеют рекомендации как
минимум от двух действующих членов Форума.

#### Консорциум
Консорциум — это проектная группа Гражданского форума ЕС-Россия, которая занимается разработкой проектных предложений и готовит заявки на гранты и другие источники софинансирования, чтобы обеспечить продолжение работы Форума.

#### Рабочие группы
Рабочие группы являются основой деятельности Гражданского Форума ЕС-Россия. В настоящий момент в структуру Форума входят 6 рабочих групп:

##### Права человека и верховенство закона
• Расизм и ксенофобия
• Свобода собраний и объединений, свобода слова
• Независимость судов
• Борьба с терроризмом в целях защиты прав
человека

##### Экология
• Способность организаций гражданского общества России и ЕС оказывать влияние на их правительства
• Рассмотрение конкретных примеров, например, поиск источников энергии в Арктике, загрязнение Балтийского моря и озера Байкал

##### Социальные проблемы и гражданское участие
• Лучшие примеры развития общественных структур и гражданского участия на местном уровне
• Отношения правительств к развитию общественных структур и гражданскому участию
• Политика ЕС и России, направленная на решение данных проблем

##### Демократические институты и процессы
• Ответственность правительств перед населением как в ЕС, так и в России
• Эффективность гражданского контроля над полицией и силами безопасности
• Уровень и последствия коррупции

##### Гражданское образование
• Создание межтематических рамок для трансфера знаний
• Обмен опытом и лучшие практики ГФ

##### Историческая память и просвещение
• Обмен и система связей организаций, работающих с историческим прошлым
• Историческое образование, направленное на критическое отношение к прошлому

#### Секретариат
Секретариат Гражданского форума ЕС-Россия был образован в феврале 2014 года в Берлине, Германия. Его основная цель — координация текущей деятельности Форума.

### Члены Форума
По состоянию на 2014 год Гражданский форум ЕС-Россия объединял 66 российских некоммерческих организаций, 48 организаций из стран ЕС и 12 международных организаций. После 2023 года Гражданский форум ЕС-Россия прекратил свою работу в России.

### Деятельность Форума
Основные направления деятельности Гражданского форума ЕС-Россия на грантовый период 2014—2015:
1. Общие проекты и инициативы Форума
• программа субгрантов для рабочих групп Форума
• экспертная группа по облегчению/либерализации визовых вопросов (исследования, нормативная работа и адвокационная деятельность)
• поддержка расследования фактов трансграничной коррупции
• Форум «Лаборатория Европа» (продолжение Форума «Лаборатория Пилорама»)
• мероприятия солидарности и оперативного реагирования
2. Внешние связи/Нормативный диалог
• создание нормативной группы Форума
• продолжение нормативной работы и адвокационной деятельности, в том числе публикация позиционных документов
• деятельность по расширению взаимодействия с гражданским обществом ЕС и России
• поиск новых членов Форума
• совместный семинар Гражданского форума ЕС-Россия и Европейского комитета по социально-экономическим вопросам как первый шаг сотрудничества
• сотрудничество с Форумом гражданского общества Восточного партнёрства
• публичные мероприятия в рамках отношений ЕС-Россия, в частности, посвящённые новым медиа и гражданскому обществу
• Конференция грантодателей
3. Внутренние отношения и стратегическое развитие
• создание Секретариата, набор сотрудников
• опрос членов Форума, дискуссионный процесс, разработка документа по внутреннему развитию Форума
• ревизия и расширение коммуникационных каналов
• дискуссионный процесс и разработка средне- и долгосрочной стратегии
• обновление внутренней информации для членов Форума и их участие в нормативной деятельности
• заключительная проектная и стратегическая встреча с публичным мероприятием
Проекты (2011—2015)
Гражданским форумом Россия-ЕС реализуются или реализовывались следующие проекты:
- Встречи и общие собрания
- Коммуникация и распространение информации
- Адвокационная деятельность
- Поддержка НПО в системе ЕСПЧ
- Мониторинг диалога ЕС — Россия
- Экологические инициативы
- Программа субгрантов
- Визовый проект
- Лаборатория Европа / Лаборатория Пилорама
- Финросфорум
- Борьба с трансграничной коррупцией
- Борьба с ксенофобией и защита правозащитников
- Мониторинг выборов
- Молодёжные обмены
- Прозрачность деятельности полиции в странах ЕС и в России
- Мероприятия по развитию общества
- Создание информационно-просветительских фильмов и видео
- Мероприятия солидарности и оперативного реагирования

Гражданский форум публично выступает против политики российских властей, направленной на ограничение деятельности НКО. В частности, Форум вёл кампанию против принудительного присвоения статуса «иностранного агента» российским организациям. Другие инициативы форума включали поддержку экологических организаций, выступавших против прокладки газопровода «Алтай» через внесённое в списки Мирового наследия плато Укок и трассы через Химкинский лес: требования мониторинга социальных и экологических проблем, с которыми была сопряжена подготовка к зимней Олимпиаде в Сочи; поддержку облегчения визового режима для посещающих Европу российских граждан; и осуждение действий России по аннексии Крыма.